# Boris Karlowitsch Pugo

Grab von Pugo und seiner Ehefrau Valentina auf dem Friedhof Trojekurowo in Moskau

Boris Karlowitsch Pugo (lettisch Boriss Pugo; russisch Борис Карлович Пуго; * 19. Februar 1937 in Kalinin; † 22. August 1991 in Moskau) war ein lettisch-sowjetischer Politiker und 1991 Putschist gegen Gorbatschow.

## Biografie
Boris Pugo war der Sohn von Kārļis Pugo (1896–1955), der den Roten Lettischen Schützen angehört hatte, in den 1920er und 1930er Jahren eine Karriere in der KPdSU durchlief und an der Sowjetisierung Lettlands 1940 und ab 1944 beteiligt war. Boris Pugo studierte am Polytechnischen Institut Riga und schloss sein Studium 1960 ab.
Danach arbeitete er auf verschiedenen Posten im Komsomol, in der KPdSU (Mitglied seit 1963) und in der Regierung, sowohl in der Lettischen SSR als auch in Moskau. Er war unter anderem Erster Sekretär des ZK des Komsomol der Lettischen SSR (1969/1970), Sekretär des ZK des Komsomol der UdSSR (1970–1974), Mitarbeiter, dann Erster Sekretär des Stadtkomitees der KP in Riga (1975/1976) und schließlich ab 1977 Stellvertretender Vorsitzender bzw. ab 1980 Vorsitzender des KGB in Lettland. Unter anderem bemühte er sich in dieser Zeit, durch Repressionen gegen die Kirchen deren Rückhalt in der Bevölkerung zu schwächen – vergebens. Von 1984 bis 1988 war Pugo Erster Sekretär der Kommunistischen Partei Lettlands. 1988 wurde er Vorsitzender des Komitees für Parteikontrolle beim ZK der KPdSU.
1986 wurde Pugo ins ZK der KPdSU und 1989 zum Kandidaten des Politbüros des ZK der KPdSU gewählt. Er war von 1984 bis 1989 Mitglied des Obersten Sowjets der UdSSR und ab 1989 Mitglied des Volksdeputiertenkongresses.
Ab 11. Dezember 1990 hatte Pugo das Amt des Innenministers der UdSSR inne. Er beteiligte sich als Angehöriger des Staatskomitees für den Ausnahmezustand am erfolglosen Augustputsch in Moskau gegen Michail Gorbatschow. Er erschoss sich bei der versuchten Festnahme, zeitgleich kam auch seine Frau Valentina ums Leben. Verschiedene Medien, darunter das Time Magazine und die Moscow Times, äußerten Zweifel an dieser Darstellung und vermuteten Mord.